# Gare d’Auray
Gare d’Auray – stacja kolejowa w Auray, w departamencie Morbihan, w regionie Bretania, we Francji. Znajduje się na linii Savenay – Landerneau.
Została otwarta w 1862 roku przez Compagnie du chemin de fer de Paris à Orléans. Obecnie jest zarządzana przez NSociété nationale des chemins de fer français (SNCF, pociągi TGV Atlantique, pociągi TER Bretagne i sezonowe połączenia do Quiberon.

## Historia
Gare d’Auray została otwarta przez Compagnie du chemin de fer de Paris à Orléans (PO) jako część połączenia Redon – Lorient. Stacja, wybudowana na terenie gminy Brech, około 1500 m od centrum miasta Auray, została otwarta i oddana 21 września 1862.
W dniu 18 grudnia 1864 roku otwarto połączenie do Pontivy. Otwarcie odcinka Pontivy – Saint-Brieuc w 1872 umożliwiło połączenie północnej i południowej części Bretanii.
24 lipca 1882 została otwarta linia do Quiberon
Odcinek Auray – Pontivy został zamknięty dla ruchu pasażerskiego 2 października 1949 roku, ale wciąż jest wykorzystywany w przewozach towarów.